# Amaël Moinard
Amaël Moinard (Cherbourg, 2 de febrero de 1982) es un ciclista francés que fue profesional entre 2005 y 2019.

## Biografía
Amaël Moinard pasó a profesional a finales de 2004 en el equipo Cofidis.
En 2007 ganó una etapa de la Ruta del Sur, terminó undécimo siendo el primer francés en la Vuelta a Alemania y decimocuarto del Tour de Polonia. Gracias a estos buenos resultados le seleccionaron para el equipo francés con el fin de disputar la prueba en línea de los Campeonatos del Mundo de Stuttgart.
En julio de 2008, participó en su primer Tour de Francia. En la 11.ª etapa fue cabeza de carrera en solitario hasta que sus compañeros de escapada le cogieron, terminó 12.º en la etapa, pero fue designado corredor más combativo de la jornada. Terminó esta carrera en 15.º lugar de la clasificación final.
En 2010, Moinard ganó la última etapa de la París-Niza batiendo al sprint al francés Thomas Voeckler. Además consiguió la clasificación de la montaña en esta prueba.
En julio de 2019 anunció su retirada al término de la temporada.

## Palmarés
2007
- 1 etapa de la Ruta del Sur

2010
- 1 etapa de la París-Niza

2014
- 1 etapa del Tour du Haut-Var

## Resultados en Grandes Vueltas y Campeonatos del Mundo
| Carrera         | Carrera         | 2005 | 2006  | 2007 | 2008 | 2009 | 2010 | 2011 | 2012 | 2013 | 2014 | 2015 | 2016 | 2017 | 2018 | 2019 |
| --------------- | --------------- | ---- | ----- | ---- | ---- | ---- | ---- | ---- | ---- | ---- | ---- | ---- | ---- | ---- | ---- | ---- |
|                 | Giro de Italia  | —    | 112.º | 46.º | —    | —    | —    | —    | —    | —    | —    | 15.º | —    | —    | —    | —    |
|                 | Tour de Francia | —    | —     | —    | 14.º | 65.º | 70.º | 65.º | 45.º | 56.º | 45.º | —    | 45.º | 32.º | 48.º | 92.º |
|                 | Vuelta a España | —    | —     | —    | —    | 18.º | —    | —    | 99.º | —    | —    | 59.º | —    | —    | —    | —    |
| Mundial en Ruta | Mundial en Ruta | —    | —     | Ab.  | 26.º | —    | —    | —    | —    | 56.º | —    | —    | —    | —    | —    | —    |

—: no participa

Ab.: abandono

## Equipos
- Cofidis (2004[3] -2011)
  - Cofidis, Le Crédit par Téléphone (2004[3]-2008)
  - Cofidis, le Crédit en Ligne (2009-2010)
- BMC Racing Team (2011-2017)
- Fortuneo/Arkéa (2018-2019)
  - Fortuneo-Samsic (2018)
  - Arkéa Samsic (2019)[4]